# Kelvin Herrera
Kelvin De Jesus Herrera Mercado (né le 31 décembre 1989 à Tenares, Hermanas Mirabal, République dominicaine) est un lanceur de relève droitier des Ligues majeures de baseball qui a joué pour les Royals de Kansas City, les Nationals de Washington et les White Sox de Chicago entre 2011 et 2020.

## Carrière
Kelvin Herrera signe son premier contrat professionnel en 2006 avec les Royals de Kansas City.
Après quelques années en ligues mineures, il fait ses débuts dans le baseball majeur le 21 septembre 2011 avec les Royals. À sa première sortie en relève, il accorde trois points et subit la défaite face aux Tigers de Détroit. Il lance un total de deux manches pour Kansas City en 2011.

### Saison 2014
En 2014, il est l'un des 3 lanceurs de relève des Royals, avec Wade Davis et Greg Holland, à conserver une moyenne de points mérités inférieure à 2,00. La moyenne de Herrera ne se chiffre qu'à 1,41 en 70 manches lancées lors de 70 sorties. Il est généralement chargé de lancer la 7e manche, les deux suivantes étant confiées dans l'ordre à Davis et au stoppeur Holland. Il fait ses débuts éliminatoires avec les Royals en 2014 mais, blessé à l'avant-bras droit, il doit quitter le premier match de la Série de divisions de la Ligue américaine contre les Angels de Los Angeles après seulement 5 lancers.

### Saison 2015
Herrera est mis à l'amende pour avoir dangereusement visé Brett Lawrie des Athletics d'Oakland d'une balle rapide lancée à 160 km/h le 19 avril 2015. Le 25 avril suivant, il est suspendu deux matchs à la suite d'une bagarre survenue lors d'un match le 23 avril contre les White Sox de Chicago. Cette dernière suspension, portée en appel, est par la suite réduite à une seule partie, mais il est aussi suspendu 5 matchs pour l'incident impliquant Lowrie.
En 2015, il fait partie de l'équipe des Royals championne de la Série mondiale 2015. Dans la saison régulière qui précède ce titre, Herrera maintient une moyenne de points mérités de 2,71 en 69 manches et deux tiers lancées, avec 64 retraits sur des prises. Dans les éliminatoires de l'automne 2015, il n'accorde qu'un point en 13 manches et deux tiers lancées pour une moyenne de points mérités de 0,66. Il effectue 11 sorties au total, reçoit notamment une victoire dans la Série de divisions contre les Astros de Houston et retire 10 adversaires sur des prises en 5 sorties face aux Blue Jays de Toronto en Série de championnat. Il est passé aux Nationals de Washington le 18 juin 2018.